# جان‌بها (مجموعه تلویزیونی)
جان‌بها یا فدیه (انگلیسی: Ransom) سریالی در ژانر جنایی، مهیج ساختهٔ دیوید وینولا، به تهیه‌کنندگی فرانک اسپاتنیتز و با بازی لوک رابرتز، محصول مشترک کانادا، فرانسه، ایالات متحده و آلمان است که از سال ۲۰۱۷ تا ۲۰۱۹ در ۳ فصل از شبکه سی‌بی‌اس منتشر شد.